# Sam Keen
Sam Keen (25 de junho de 1931 – 23 de março de 2025) foi um autor, professor e filósofo estadunidense, conhecido por explorar questões acerca do amor, da vida, religião, e do problema do homem na sociedade contemporânea. Também co-produziu um documentário premiado para a Public Broadcasting Service e foi abordado em um especial de televisão por Bill Moyers (Your Mythic Journey with Sam Keen) no início dos anos 1990. Trabalhou como editor da revista Psychology Today por 20 anos.
Keen foi graduado em filosofia e teologia nas universidades de Princeton e Harvard e lecionou em várias instituições antes de se tornar um pensador independente.

## Morte
Keen morreu no dia 23 de março de 2025, aos 91 anos.